# Stazione meteorologica di Segni
La stazione meteorologica di Segni è la stazione meteorologica di riferimento relativa all'omonima località del comune di Segni.

## Coordinate geografiche
La stazione meteorologica è situata nell'Italia centrale, in provincia di Roma, nel comune di Segni, a 666 metri s.l.m. e alle coordinate geografiche 41°42′N 13°01′E.

## Dati climatologici
Secondo i dati medi del trentennio 1961-1990, la temperatura media del mese più freddo, gennaio, è di +4,5 °C, mentre quella del mese più caldo, agosto, si attesta a +22,4 °C .
| Segni              | Mesi | Mesi | Mesi | Mesi | Mesi | Mesi | Mesi | Mesi | Mesi | Mesi | Mesi | Mesi | Stagioni | Stagioni | Stagioni | Stagioni | Anno |
| Segni              | Gen  | Feb  | Mar  | Apr  | Mag  | Giu  | Lug  | Ago  | Set  | Ott  | Nov  | Dic  | Inv      | Pri      | Est      | Aut      | Anno |
| ------------------ | ---- | ---- | ---- | ---- | ---- | ---- | ---- | ---- | ---- | ---- | ---- | ---- | -------- | -------- | -------- | -------- | ---- |
| T. max. media (°C) | 7,8  | 8,0  | 10,9 | 14,6 | 18,7 | 23,5 | 27,5 | 27,9 | 23,3 | 17,5 | 12,3 | 8,8  | 8,2      | 14,7     | 26,3     | 17,7     | 16,7 |
| T. min. media (°C) | 1,2  | 1,5  | 3,5  | 6,4  | 10,2 | 13,7 | 16,4 | 16,9 | 13,7 | 9,7  | 6,1  | 2,9  | 1,9      | 6,7      | 15,7     | 9,8      | 8,5  |